# Vadstena (stad)
Vadstena is de hoofdstad van de gemeente Vadstena in het landschap Östergötland en de provincie Östergötlands län in Zweden. De plaats heeft 5612 inwoners (2005) en een oppervlakte van 3,39 hectare.
Vadstena is vooral bekend door het Sancta Brigitta Klooster. Brigitta was een weduwe met acht kinderen die in de 14e eeuw visioenen kreeg en in Rome toestemming aan de paus vroeg om een orde op te richten. Het klooster werd een belangrijke bedevaartplaats. Birgitta overleed in Rome. Haar overblijfselen werden in een kist door een van haar dochters teruggebracht naar Vadstena.

## Verkeer en vervoer
Bij de plaats loopt de Länsväg 206.
De plaats heeft een treinstation.

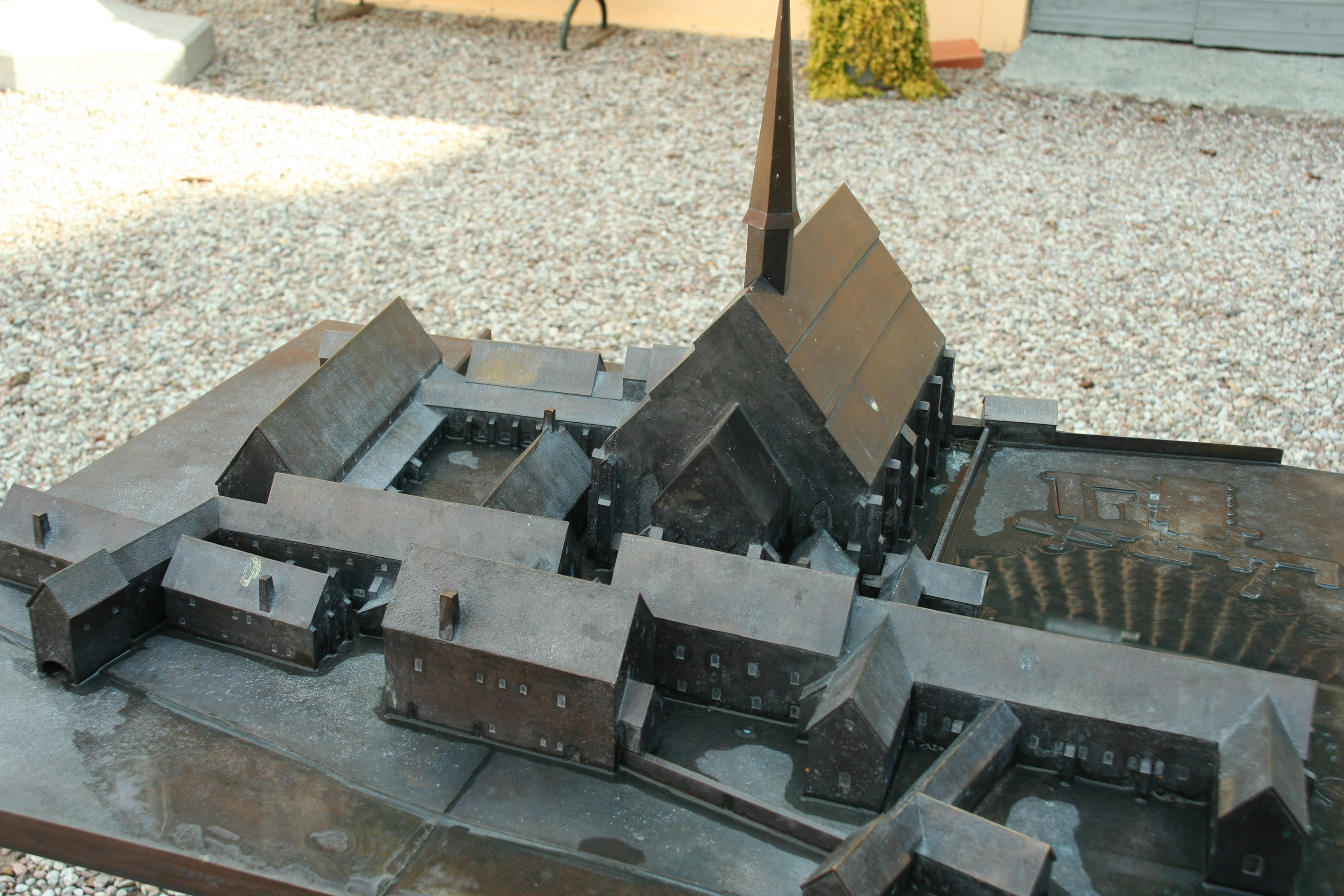
Maquette van het Klooster
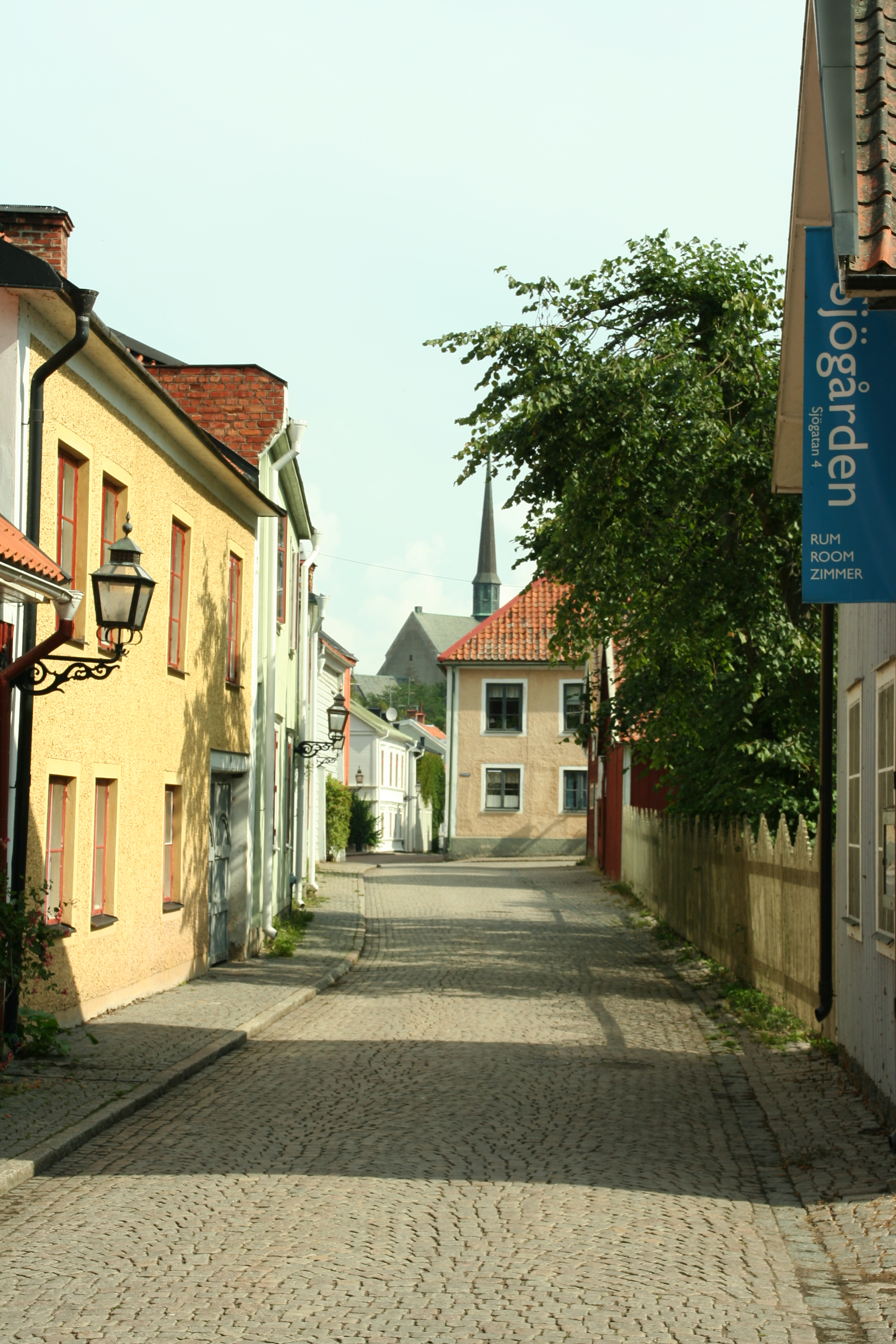
Straatje in het kleine centrum

## Geboren
- Stina Blackstenius (1996), voetbalster